# 谢朗 (热尔省)
谢朗（法語：Chélan，法語發音：[ʃelɑ̃]）是法国热尔省的一个市镇，属于米朗德区。

## 地理
谢朗（43°20'43"N, 0°32'54"E）面积13.49 平方千米，位于法国奧克西塔尼大區热尔省，该省份为法国西南部内陆省份，北起顺时针与洛特-加龙省、塔恩-加龙省、上加龙省、上比利牛斯省、大西洋比利牛斯省和朗德省接壤。
与谢朗接壤的市镇（或旧市镇、城区）包括：卡斯泰尔诺-马尼奥阿克、佩雷圣安德烈、萨里亚克-马尼奥阿克、阿鲁埃德、欧让-穆尔内德、蒙洛尔-贝尔内、蒙达斯塔拉克、帕纳萨克、萨马朗。

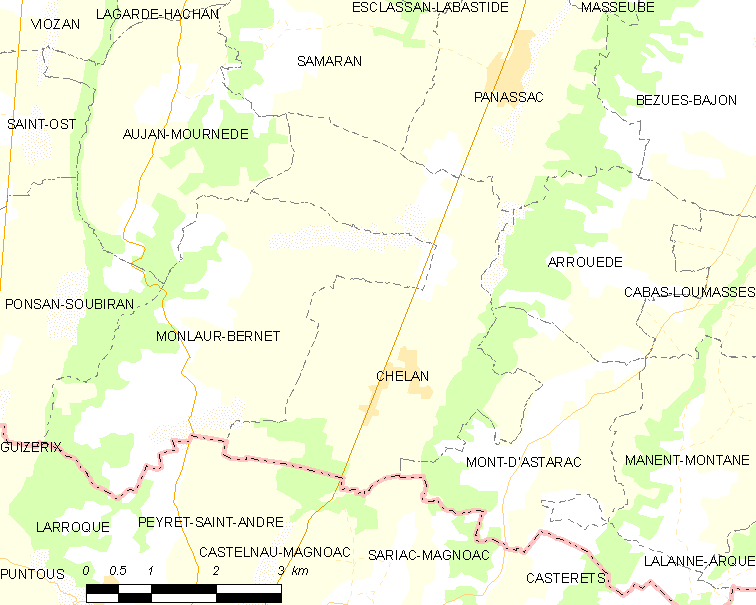
的OSM定位图

谢朗的时区为UTC+01:00、UTC+02:00（夏令时）。

## 行政
谢朗的邮政编码为32140，INSEE市镇编码为32103。

## 政治
谢朗所属的省级选区为阿斯塔拉克-日莫讷县。

## 人口

1962-2008年间人口变化图示

谢朗于2022年1月1日时的人口数量为173人。